# Rusty Lake Hotel
Rusty Lake Hotel (с англ. — «Отель «Расти-Лейк») — инди-игра в жанре графического квеста, разработанная и выпущенная в 2015 году студией Rusty Lake. Действие игры происходит в отеле на острове. Игрок в роли дворецкого каждую ночь должен убивать одного из пяти постояльцев, чтобы наутро из него приготовили ужин. Все персонажи игры — антропоморфные животные.

## Сюжет
Встречайте наших гостей в отеле «Расти-лейк» и убедитесь, что их досуг будет незабываем. На этой неделе у нас пять обедов. Удостоверьтесь, что каждый обед достоин того, чтобы за него умереть.
1893 год. Ржавое озеро. В отель «Расти-лейк» прибыло пять гостей: мистер Олень (англ. Mr. Deer), химик, изучавший воду озера; мистер Кабан (англ. Mr. Boar), посол, прибывший, чтобы избавиться от пагубных привычек и тревожности; мисс Фазан (англ. Ms. Pheasant), актриса театра, собиравшаяся сыграть в пьесе; мистер Кролик (англ. Mr. Rabbit), фокусник, готовивший магическое шоу, и миссис Голубь (англ. Mrs. Pigeon), инженер-электрик, разрабатывавшая оборудование для извлечения из мозга воспоминаний в виде кубов.
Игрок выступает в роли нового работника этого отеля — дворецкого, попугая Харви (англ. Harvey). Каждую ночь Харви должен отправляться в комнату одного из постояльцев, чтобы в конечном итоге убить его. С наступлением рассвета Харви отдаёт мясо повару, мистеру Жабе (англ. Mr. Toad), чтобы он приготовил обед.
На последнем, пятом, обеде консьерж мистер Ворон (англ. Mr. Crow) приглашает Харви к владельцу «Расти-Лейка» — мистеру Филину (англ. Mr. Owl). Тот благодарит дворецкого за собранные в виде чёрных кубов воспоминания гостей и предлагает взглянуть на белый куб, отмечая, что «воспоминания — это ключ не только от прошлого, но и от будущего».
Игра Rusty Lake Hotel происходит во вселенной Rusty Lake и поэтому неразрывно связана с играми из серии Cube Escape. Заметно, что разработчики вдохновлялись детективным романом Агаты Кристи «Десять негритят».

## Игровой процесс
Действие происходит в трёхэтажном здании отеля. Первый этаж — холл, кухня и столовая, второй и третий — коридоры, ведущие в комнаты. Игрок может свободно перемещаться между этажами на лифте. С наступлением ночи необходимо зайти в любую из комнат, где начинается геймплей, характерный для игр жанра «выход из комнаты»: чтобы выбраться, нужно убить постояльца, решая головоломки. Закончив свои дела в комнате, игрок должен идти на кухню, чтобы из собранного мяса приготовили обед. Однако для полноценного блюда нужно найти также два других ингредиента, спрятанных где-то в отеле. Оставшиеся в живых постояльцы обедают в столовой и оглашают свой вердикт: от одной до трёх звёзд, в зависимости от количества использованных ингредиентов.
Если убивать гостей в правильном порядке и собрать все 15 звёзд, игрок сможет открыть сейф с секретной коробкой сигар и получит секретный код (1894). При вводе этого кода в снежный шар в игре Cube Escape: Birthday можно увидеть флешбэк: в 1894 году души постояльцев отеля сбегают из заточения, а Харви улетает в образе обычного попугая.

## Отзывы
| Сводный рейтинг | Сводный рейтинг |
| Агрегатор       | Оценка          |
| --------------- | --------------- |
| GameRankings    | 60,00 %         |
| Metacritic      | 65/100          |

После выхода игры критики разошлись в своих оценках. По мнению сайта Adventure Gamers, в игре слабый сюжет, который поднимает больше вопросов, чем даёт ответов. Персонажи раскрыты настолько плохо, что даже самый интересный герой, мистер Филин, кажется просто садистом, убивающим ради удовольствия. Кроме того, атмосфера недостаточно жуткая, а головоломки зачастую не имеют смысла.
Сайт Twinfinite, напротив, считает, что в игре достаточно сложные головоломки, требующие от игрока наблюдательности и навыка решения реальных проблем. Обстановка каждой комнаты и каждое убийство уникальны.
Саундтрек некоторые рецензенты посчитали впечатляющим, в то время как другие — банальной «жуткой» музыкой.
Большинство критиков похвалили игру за приятную нарисованную от руки графику. Среди достоинств также отмечают прекрасное озвучивание мистера Филина. В целом игру посчитали рассчитанной не столько на любителей квестов и хорроров, сколько на людей, уже знакомых с серией Cube Escape.
В феврале 2016 года на конференции Casual Connect Amsterdam, организованной Indie Prize, игра Rusty Lake Hotel была номинирована на Best Indie Game и Best Narrative Award.